# Serguéi-Pole
Serguéi Pole (del ruso: Сергей-Поле) es un seló del distrito de Lázarevskoye de la unidad municipal de la ciudad de Sochi del krai de Krasnodar, en el sur de Rusia. Está situado en las colinas entre los cursos de los ríos Mamaika (o Psajé) y Vostochni Dagomýs, 10 km al noroeste de Sochi y 162 km al sureste de Krasnodar, la capital del krai. Tenía 1 923 habitantes en 2010.
Pertenece al ókrug rural Vólkovski

## Historia
El nombre de la localidad deriva del nombre del capitán teniente de nacionalidad francesa Serge Paul o Serguéi Pol (Сергея Поль), primer propietario de estas tierras tras la guerra ruso-circasiana (1817-1864).
Perteneció entre el 26 de diciembre de 1962 y el 16 de enero de 1965 al raión de Tuapsé.

## Transporte
8 km al sur de la localidad, junto a la costa del mar Negro, se halla la plataforma ferroviaria de Mamaika en la línea Tuapsé-Sujumi de la red del ferrocarril del Cáucaso Norte y 5 km al sur la carretera federal M27 Dzhubga-frontera abjasa.